# McCordsville
McCordsville é uma cidade  localizada no estado americano de Indiana, no Condado de Hancock.

## Demografia
Segundo o censo americano de 2000, a sua população era de 1134 habitantes.
Em 2006, foi estimada uma população de 1289, um aumento de 155 (13.7%).

## Geografia
De acordo com o United States Census Bureau tem uma área de
8,3 km², dos quais 8,3 km² cobertos por terra e 0,0 km² cobertos por água. McCordsville localiza-se a aproximadamente 259 m acima do nível do mar.

## Localidades na vizinhança
O diagrama seguinte representa as localidades num raio de 16 km ao redor de McCordsville.